# Platytaenia requiniana
Platytaenia requiniana là một loài thực vật có mạch trong họ Adiantaceae. Loài này được (Gaudich.) Kuhn miêu tả khoa học đầu tiên năm 1882.